# Vivans
Vivans é uma comuna francesa na região administrativa de Auvérnia-Ródano-Alpes, no departamento de Loire. Estende-se por uma área de 25,16 km². Em 2010 a comuna tinha 234 habitantes (densidade: 9,3 hab./km²).